# Palais de l'INA et de l'INPS (EUR)
Les Palais de l'INA et de l'INPS sont situés place des Nations unies, dans le quartier de l'Europe (ou EUR) à Rome.

## L'histoire
Les bâtiments ont été conçus en 1939 en tant que "scène architecturale pour le port impérial, dans le cadre du grand projet urbain projeté pour l'Exposition Universelle de 1942 (annulée à cause de la guerre), l'E42 - renommé plus tard en EUR.

## Description
La surface de chaque bâtiment est de 7 700 m2 alors que le volume global est de 155 000 m3.
Les deux bâtiments sont en béton armé, recouverts de marbre des Alpes Apuanes.
Les façades, sur trois niveaux, comportent des piliers en deux rangées sur les rez-de-chaussée.
Les deux bâtiments ont des formes semi-circulaires, entre lesquelles il y a des jeux d'eau qui remplissent les deux allées formées par les bâtiments.
Les quatre côtés des palais présentent des hauts reliefs de 1941.
Les quatre sculptures sont conçues selon un modèle précis, identiques pour les deux bâtiments avec une figure imposée sur les personnages secondaires. Il reste des traces des fontaines dans les quatre vasques aujourd'hui utilisées comme vases pour les fleurs.

### Le Bâtiment de l'INA
Le palais est situé côté gauche de la via Cristoforo Colombo (face à la mer, dos à la ville).
Les deux hauts-reliefs sont en pierre de travertin.
Ils ont été sculptés par Oddo Aliventi représentant la conquête de La mer et par Quirino Ruggeri représentant L'empire fasciste sur la gauche.

### Le Palais de l'INPS
Il se trouve de l'autre côté de la place.
Les deux hauts-reliefs de la tête sont de Mirko Basaldella représentant des "Les Républiques maritimes" et de Joseph Marzullo représentant "Rome contre Carthage".
Après-guerre, les architectes Giulio Pediconi et Mario Paniconi ont commandé une extension, achevée en 1967.

## Vues

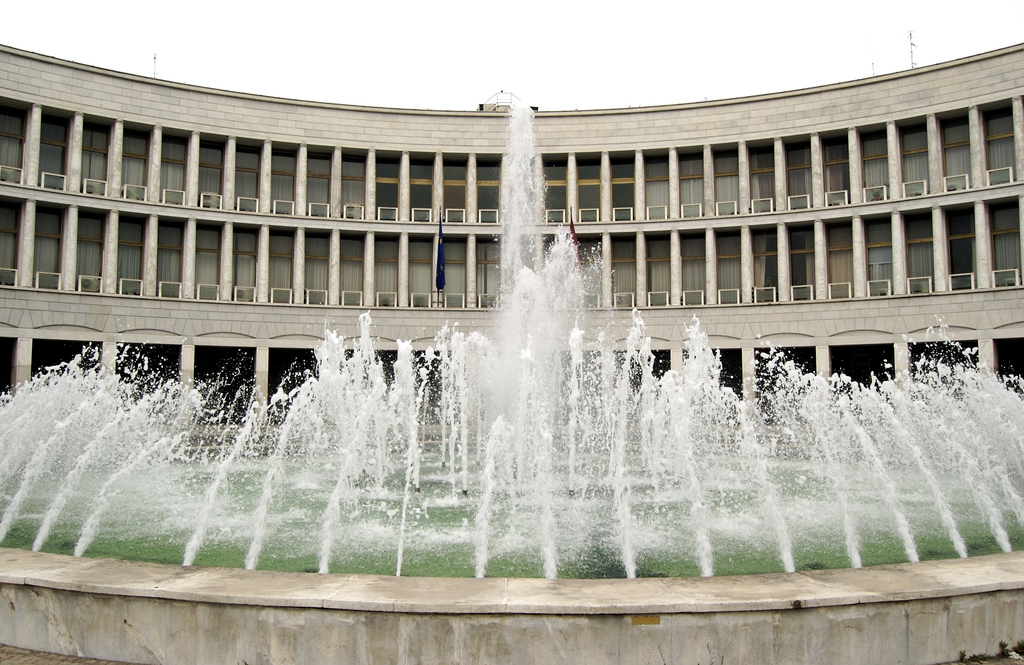
Palazzo dell'INPS, et la fontaine au centre
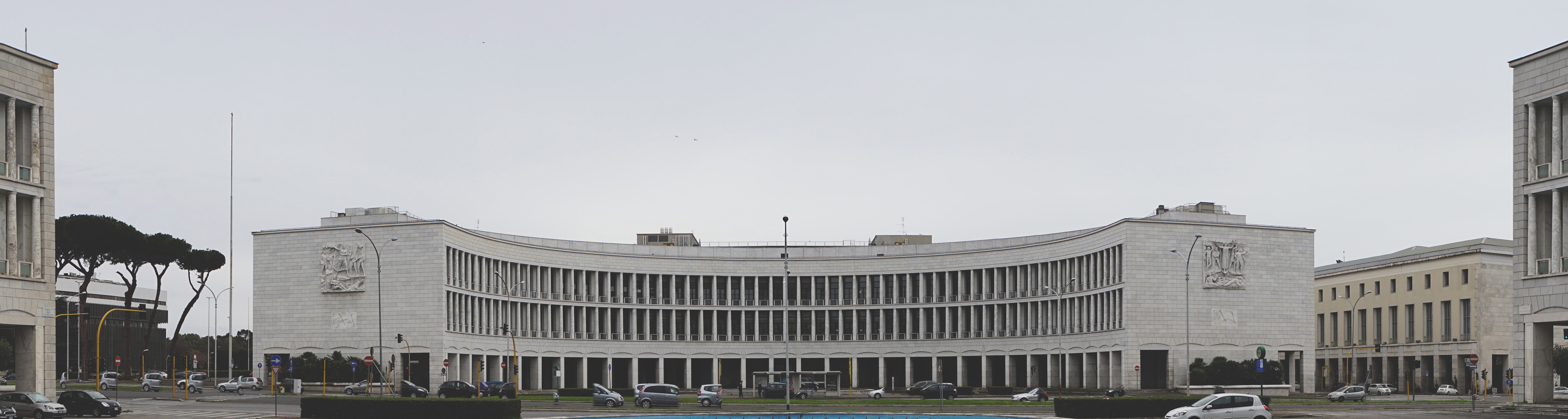
Vue du palais de forme semi circulaire
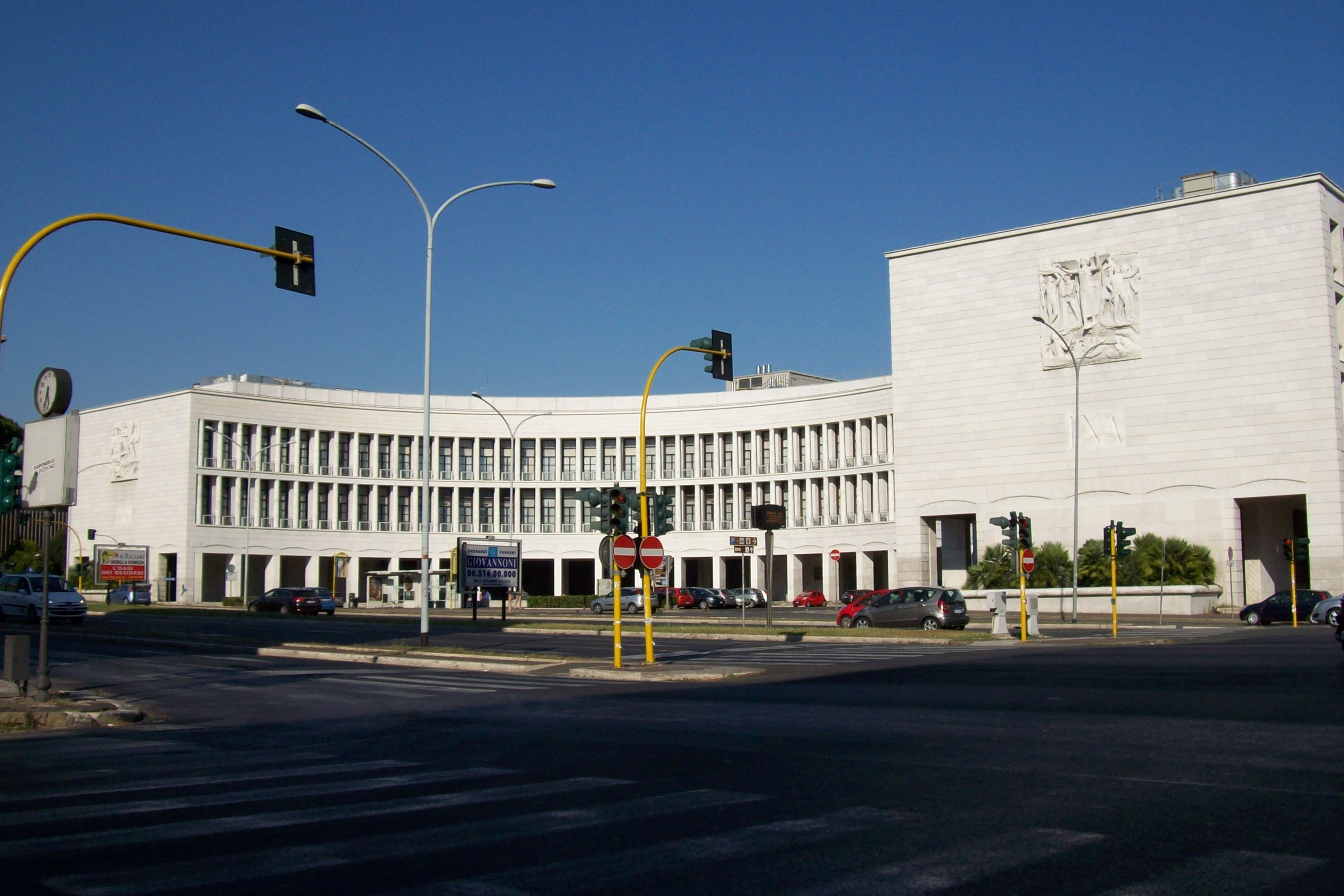
Palazzo INA